# Andrew Weatherall
Andrew James Weatherall (Windsor, 6 aprile 1963 – Londra, 17 febbraio 2020) è stato un disc jockey, musicista e produttore discografico britannico.
Weaterhall viene considerato uno dei DJ più importanti del movimento acid house degli ultimi anni ottanta e viene ricordato per le sue collaborazioni con artisti come Happy Mondays, New Order, Björk, The Orb, The Future Sound of London, My Bloody Valentine e Primal Scream, dei quali produsse il celebre Screamadelica (1991).

## Biografia
Andrew Weatherall nacque il 6 aprile 1963, a Windsor, nel Berkshire da Robert Weatherall e Carol (Spires) Weatherall. Quando era adolescente si appassionò alla disco music, al funk e al soul e, dopo aver interrotto gli studi di grammatica all'età di diciotto anni, svolse diverse mansioni fra cui quella del carpentiere e del facchino.
Alla fine degli anni ottanta, l'artista si trasferì nella capitale britannica ove riuscì a farsi un nome nel circolo dei disc jockey locali: venne ingaggiato al club Trip di Nicky Holloway, dove aveva il compito di riprodurre dischi northern soul e indie rock, lavorò allo Shoom in pianta stabile grazie a Danny Rampling, e fu anche attivo al Future/Spectrum di Paul Oakenfold. Nel frattempo, Weatherall lavorava anche come giornalista indipendente utilizzando al contempo il suo vero nome e lo pseudonimo "Audrey Witherspoon"; nella seconda metà degli anni ottanta, Weatherall, Terry Farley, Cymon Eckel e Steve Mayes diedero vita alla rivista Boy's Own, una rivista amatoriale di moda, musica, calcio e altri temi destinata a diventare un'etichetta discografica. Weatherall, Pete Heller (un altro DJ dello Shoom), l'ingegnere Hugo Nicolson e la cantante Anna Haigh, pubblicarono due singoli a nome Bocca Juniors: Raise (1990) e Substance (1991).
Nel 1989, Weatherall collaborò con Oakenfold a un remix di Hallelujah degli Happy Mondays. L'anno seguente, rielaborò I'm Losing More Than I'll Ever Have dei Primal Scream facendola diventare il singolo di successo Loaded, e realizzò un remix di World in Motion dei New Order. Remixò anche un brano di Neil Young (Only Love Can Break Your Heart) per i Saint Etienne che prese il nome di A Mix of Two-Halves (1990). La versione remissata da Weatherall di Soon dei My Bloody Valentine viene considerata il miglior remix in assoluto dal NME.
Weatherall è celebre per aver curato la produzione di molti brani dell'album Screamadelica dei Primal Scream, disco che fonde ecletticamente hard rock, house e musica rave e in cui si fa un massiccio uso di loop e campionamenti. L'album vinse il Premio Mercury nel 1992.
Nel 1992, Weatherall lasciò la Boy's Own, che cambierà nome in Junior Boy's Own. Nel 1993, formò il trio elettronico The Sabres of Paradise, che pubblicò tre album, e l'omonima etichetta discografica. Dopo aver interrotto il ciclo di serate in discoteca Sabresonic, Weatherall e Keith Tenniswood diedero vita al progetto Two Lone Swordsmen, che vennero scritturati dalla Warp. Weatherall produsse anche l'album Trailer Park (1996) di Beth Orton, ricco di contaminazioni hip hop e trip hop. Nel 2001, l'artista inaugurò l'etichetta Rotters Golf Club.
Weatherall realizzò dei remix per numerosi artisti fra cui Björk, Siouxsie Sioux, The Orb, The Future Sound of London, Manic Street Preachers e James, e produsse album di Fuck Buttons, Twilight Sad e One Dove.
Nel 2006, Weatherall pubblicò l'EP di debutto solista The Bullet Catcher's Apprentice a cui seguì, tre anni dopo, l'album A Pox on the Pioneers. Diverse tracce di Weatherall vennero adoperate in spot pubblicitari di automobili come, ad esempio, Feathers, che fa da sottofondo allo spot della Volkswagen Tiguan, così come Shack 54 dei Two Lone Swordsmen, usata nella pubblicità della Ford Fiesta. Nel 2012, Weatherall e Timothy J. Fairplay dei Battant pubblicarono, a nome The Asphodells, Ruled by Passion, Destroyed by Lust (2012). A partire dal primo giorno di luglio 2014, Weatherall si occupò del programma radio Music's Not for Everyone, trasmesso dall'emittente londinese NTS.
Weatherall morì il 17 febbraio 2020 al Whipps Cross University Hospital di Londra a causa di un'embolia polmonare.

## Discografia parziale

### Da solista

#### Album in studio
- 2009 – A Pox on the Pioneers
- 2016 – Convenanza
- 2017 – Qualia

#### EP
- 2006 – The Bullet Catcher's Apprentice
- 2017 – Kiyadub EP
- 2017 – Merry Mithrasmas EP
- 2018 – Blue Bullet EP

#### Singoli
- 2020 – Unknown Plunderer

#### Antologie
- 2000 – Nine O'Clock Drop
- 2002 – Machine Funk Specialists
- 2004 – From the Bunker
- 2004 – Fabric 19
- 2007 – Sci-Fi-Lo-Fi Vol. 1
- 2008 – Watch the Ride
- 2008 – Andrew Weatherall vs the Boardroom
- 2008 – Andrew Weatherall vs the Boardroom Volume 2
- 2012 – Masterpiece
- 2016 – Consolamentum

### Nei gruppi

#### Nei Bocca Juniors

##### Singoli
- 1990 – Raise
- 1991 – Substance

#### Nei Sabres of Paradise

##### Album in studio
- 1993 – Sabresonic
- 1994 – Haunted Dancehall
- 1995 – Sabresonic II

#### Singoli
- 1993 – Smokebelch II
- 1993 – United
- 1994 – Theme
- 1994 – Wilmot
- 1994 – Wilmot II
- 1994 – Jam J (con i James)
- 1995 – Haunted Dancehall (As Performed by In the Nursery)
- 1995 – Duke of Earlsfield
- 1995 – Tow Truck
- 1997 – Ysaebud
- 2018 – Lick Wid Nit Wit

#### Antologie
- 1994 – Septic Cuts
- 1994 – Deep Cuts
- 1995 – Versus

#### Negli Asphodells

##### Album in studio
- 2013 – Ruled by Passion, Destroyed by Lust (2013)

#### Nei Woodleigh Research Facility

##### Album in studio
- 2015 – The Phoenix Suburb (and Other Stories)

#### Nei Two Lone Swordsmen

##### Album in studio
- 1996 – The Fifth Mission
- 1998 – Stay Down
- 2000 – Tiny Reminders
- 2004 – From the Double Gone Chapel
- 2007 – Wrong Meeting
- 2007 – Wrong Meeting II

##### EP
- 1996 – The Third Mission
- 1996 – The Tenth Mission
- 1996 – Two Lone Swordsmen and a Being (con Being)
- 1996 – Swimming Not Skimming
- 1997 – Stockwell Steppas
- 1997 – The Role of Linoleum (come Lino Squares)
- 1997 – D.C.Fumes EP (come Rude Solo)
- 1998 – A Bag of Blue Sparks
- 1999 – A Virus with Shoes
- 1999 – Receive Tactical Support
- 1999 – Klunk (come Klunk)
- 2001 – Locked Swords
- 2001 – Benicassim EP (come Aramchek)
- 2001 – For Shavers Only (come Klart)
- 2001 – Dark Eldar (come Rude Solo)
- 2004 – Big Silver Shining Motor of Sin E.P.

##### Singoli
- 1997 – Stuka (Creation Records, 1997) (con i Primal Scream)
- 1997 – Tuning Up! (con i Ballistic Brothers)
- 1998 – The Gates to Film City (con Future Pilot A.K.A)
- 1999 – Have You Ever Wondered Who Really Writes the Tabloids' Club Columns?
- 1999 – Nostik (come C-Pij)
- 2001 – Tiny Reminder No1
- 2001 – Vous Do Funk? (come Rude Solo)
- 2002 – Explode (come Basic Units)
- 2002 – Untitled (come Hidden Library)
- 2004 – Sex Beat

#### Antologie
- 2001 – Further Reminders
- 2003 – Peppered with Spastic Magic: A Collection of Two Lone Swordsmen Remixes
- 2006 – Emissions Audio Output: From the Archive Vol/01